# Stade Olimpia Bălți
 (septembre 2024).
Le stade Olimpia Bălți est un stade multi-usage moldave basé à Bălți.
Ce stade de 5 953 places accueille les matches à domicile du FC Olimpia Bălți, club évoluant dans le championnat de Moldavie de football.